# زیچ
زیچ (به مجاری:  Zics) یک منطقهٔ مسکونی در مجارستان است که در ناحیه تاب واقع شده‌است. زیچ ۱۵٫۰۱ کیلومتر مربع مساحت و ۳۲۰ نفر جمعیت دارد.